# Bertrand Lavédrine
Bertrand Lavédrine, né en 1958, est un historien de la photographie français, spécialisé dans les techniques, la conservation et la restauration du patrimoine photographique, tout particulièrement des autochromes, dont il est le principal archéologue.

## Biographie
En 1993, il soutient une thèse de doctorat en histoire de l'art à l'université Panthéon-Sorbonne sous la direction de l'archéologue byzantiniste Jean-Pierre Sodini, intitulée Les autochromes : approche historique et technologique du procédé, étude des problèmes liés à sa conservation. En 2003, c'est toujours avec le même directeur de recherche qu'il soutient sa thèse d'habilitation, consacrée à l'analyse et à la conservation des Documents graphiques et photographiques.
Il est directeur du Centre de recherche sur la conservation des collections (CRCC) au sein du CNRS et siège de ce fait au Conseil supérieur des archives.
Depuis 2007, il est professeur au Muséum national d'histoire naturelle.

## Publications
- La conservation des photographies, CNRS, 1990.
- (avec Nathalie Boulouch et Jean-Paul Gandolfo) La couleur sensible : photographies autochromes, 1907-1935, Musées de Marseille, 1996.
- Les collections photographiques : guide de conservation préventive, Arsag, 2000.
- (Re)connaître et conserver les photographies anciennes, Éditions du CTHS, 2007 ; nouvelle éd. 2008 ; traduction anglaise, 2009 ; traduction espagnole, 2010.
- (avec Jean-Paul Gandolfo) L'autochrome Lumière : secrets d'atelier et défis industriels, Éditions du CTHS, 2009.